# Beta Corvi
Beta Corvi (β Crv / β Corvi) é a segunda estrela mais brilhante da constelação de Corvus. Ela tem o nome tradicional Kraz.
Beta Corvi é uma gigante de tipo espectral G5II. Está a cerca de 140 anos-luz da Terra.